# Wißkirchen
Wißkirchen är en stadsdel till staden Euskirchen i Nordrhein-Westfalen i Tyskland. I stadsdelen som ligger i den västra delen av Euskirchen bor det runt 1000 personer. Förbi stadsdelen passerar motorvägen A1, vilken har en avfart namngiven efter stadsdelen. Genom stadsdelen passerar förbundsvägen B266.